# جون لوغان (لاعب كرة قدم أمريكية)
جون لوغان (بالإنجليزية: John Logan)‏ هو لاعب كرة قدم أمريكية أمريكي، ولد في 2 أغسطس 1891 في نيويورك في الولايات المتحدة، وتوفي في 29 أغسطس 1977 في ميدلبورغ في الولايات المتحدة.